# Scenopinus kontagoranus
Scenopinus kontagoranus är en tvåvingeart som beskrevs av Kelsey 1984. Scenopinus kontagoranus ingår i släktet Scenopinus och familjen fönsterflugor.
Artens utbredningsområde är Nigeria. Inga underarter finns listade i Catalogue of Life.